# Nacionalni park Desembarco del Granma
Nacionalni park Desembarco del Granma (španjolski: Parque Nacional Desembarco del Granma, tj. „Nacionalni park iskrcavanja s Granma”) je nacionalni park na krajnjem jugoistoku Kube, u i oko zaljeva Cabo Cruz, u pokrajini Granma. I pokrajina i nacionalni park su dobili ime po brodu Granma na kojem su Fidel Castro i Che Guevara, sa skupinom od 80 revolucionara, 1956. godine došli na Kubu pokrenuti revoluciju. 
Park, površine 418,63 km², zauzima uzdignutu pomorsku vapnenačku terasu koja je najveća i najsačuvanija na svijetu (i ispod i iznad mora), te predstavlja jedinstven obalni krajolik. Pored nje tu su i drugi oblici krške topografije velikog geomorfološkog i fiziografskog značaja, s geološkim procesima koji još uvijek traju. Tu se nalaze spektakularne terase i litice, kao i neke od najnedirnutijih i najdojmljivijih zapadnih obala Atlantika; sa zanimljovistima kao što su koraljni greben Cabo Cruz, ležišta morske trave i mangrova šuma, te stare podmorske terase duboke do 30 m. Zbog toga je 1999. godine NP Desembarco del Granma upisan na UNESCO-ov popis mjesta svjetske baštine u Sjevernoj Americi.
Stijene parka koje pripadaju krajnjem zapadu gorja Sierra Maestra, su nastale mineralnim uvrtanjem albita prilikom uzdizanja vapnenačke pomorske terase i pružaju se 360 m iznad i 180 m ispod površine mora. Ova ploča se nalazi unutar tektonski aktivnog područja između Karipske i Sjevernoameričke tektonske ploče.
Po svojoj bioraznolikosti endemske flore i faune ovo područje je najbogatije na Kubi; od njega je bogatije samo planinsko područje istočne Kube (Nacionalni park Alejandro de Humboldt). U parku raste 512 vrsta biljaka od kojih je njih 60% endemskih vrsta, te obitava 13 vrsta sisavaca od kojih je 23% endema (uključujući ugroženu karipsku medvjedicu), 110 vrsta ptica (22,7% endema), uključujući ugroženu plavoglavu golubicu (Starnoenas cyanocephala), te 44 vrste reptila (90,9% endema) i 7 vrsta vodozemaca (85,7% enedema). Od beskralježnjaka, čiji broj još uvijek nije utvrđen, u parku obitava veliki broj leptira i puževa (4 od 6 vrsta endemskih obojenih puževa koji se smatraju za nejljepše na svijetu: Polymita picta, P. brocheri, P. venusta i P. versicolor). Na njegovom koraljnom grebenu obitava raskošna fauna, uključujući glavatu želvu, golemu želvu, i dr. morskovodnice, te kolonija najveće atlantske školjke, Lobatus gigas. 
Ovo područje ima i izuzetnu arheološku vrijednost jer su u njemu pronađena izvorna naselja Taino kulture (kao što je skupina svečanih špilja El Guate) s kojom lokalno stanovništvo još uvijek ima snažne genetske i duhovne veze. Tu je i dobro očuvan svjetionik iz 18. stoljeća. I na kraju, većina relevantnih događaja vezanih za kubansku revoluciju dogodio se upravo u području zaljeva Cabo Cruz.
- Zaljev Cabo Cruz
- Svjetionik Cabo Cruz
- Spomenik ekspediciji Granma
- Špilja petroglifa
- Vegetacija xerófila (Parque Nacional Desembarco del Granma)

## Vanjske poveznice
- World Conservation Monitoring Centre  Arhivirana inačica izvorne stranice od 16. kolovoza 2000. (Wayback Machine) (engl.)
- galerija fotografija  Arhivirana inačica izvorne stranice od 13. lipnja 2012. (Wayback Machine) na službenim stranicama UNESCO-a (engl.)